# Coco loco
O coco loco é uma bebida alcoólica, ou um coquetel de origem mexicana, feita com rum, mezcal, leite e água de coco, da região de Oaxaca.